# Tunika (szata liturgiczna)

Tunicella

Tunika, tunicella – szata liturgiczna używana przez subdiakona oraz biskupa, nakładana podczas sprawowania uroczystej mszy w nadzwyczajnej formie rytu rzymskiego.
Tunicella występowała jako element stroju liturgicznego w VI w., u schyłku którego wyszła z użycia. Przywrócono ją w IX w. Była podobna do dalmatyki, jednak mniej zdobiona. Ponadto w średniowieczu różniła się od niej węższymi rękawami o odmiennym kroju, ale z czasem ta różnica zanikła. Główną różnicą między tunicellą okresu średniowiecznego a dalmatyką tegoż okresu jest brak rozcięcia po bokach szaty, ponadto ówczesne tuniki były krótsze od dalmatyk.
Użycie tuniki zostało zaniechane w związku ze zniesieniem subdiakonatu w efekcie reform posoborowych po 1963 r.; zachowały ją jednak środowiska przywiązane do dawnej liturgii.
Tunicella jako element stroju biskupa miała charakter symboliczny - symbolizowała, iż biskup łączy w sobie wszystkie stopnie święceń. Ponieważ znajdowała się pod kilkoma innymi szatami to zdobiono ją jeszcze skromniej niż tunikę subdiakońską i szyto ją z materiałów o mniejszym ciężarze właściwym.
Tunika, zarówno subdiakońska, jak i biskupia symbolizowała radość z posługi kapłańskiej i w czasie jej zakładania kapłan odmawiał krótką modlitwę proszącą Boga o dar radości.